# 斛律光

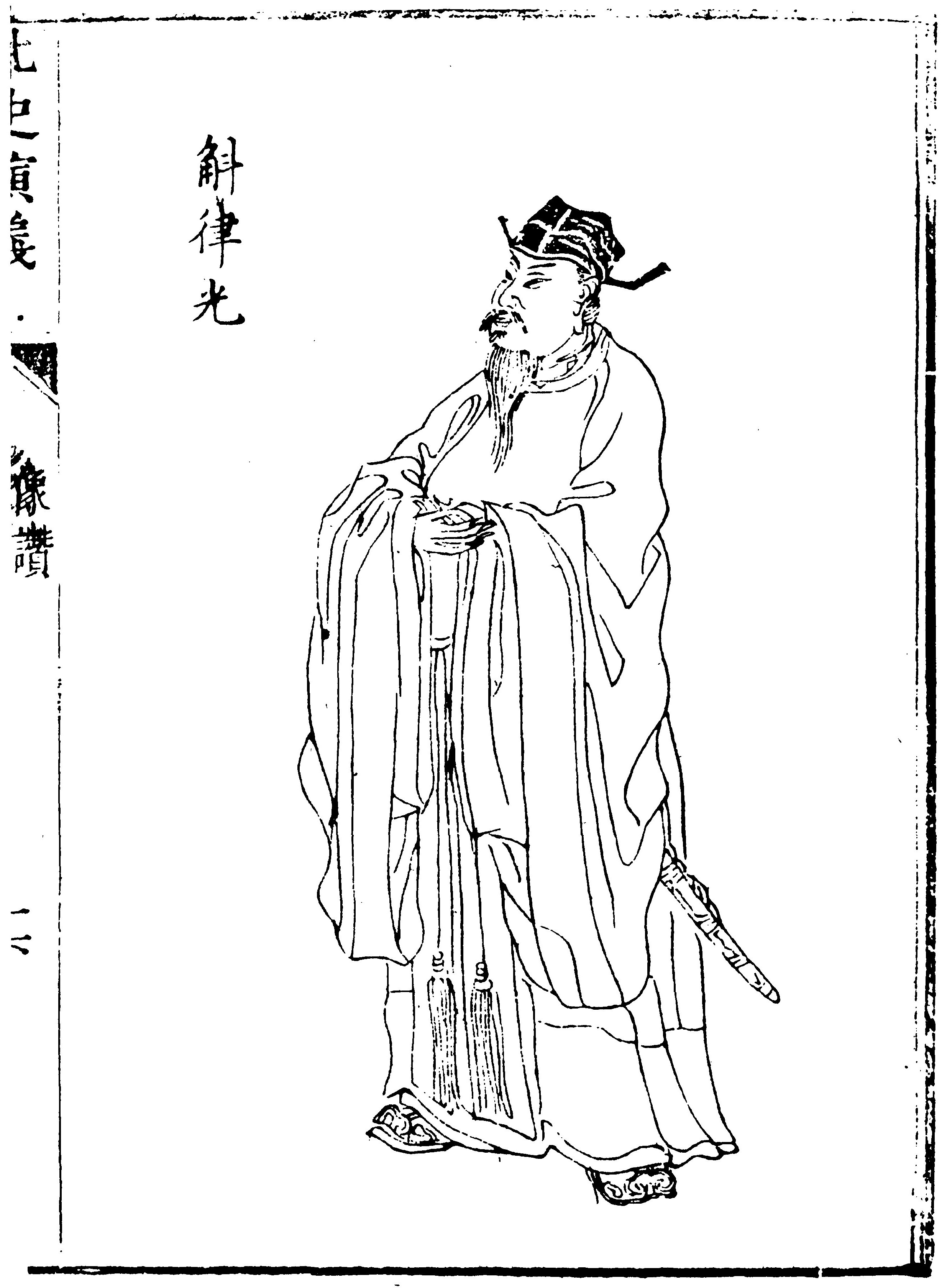
斛律光

斛律光（515年—572年8月22日），字明月，太安郡狄那县（今山西省晋中市寿阳县）人，北齐将領，斛律金之子。

## 生平
斛律光年少善骑射，以武艺知名，17岁时为高欢欣赏，任其为世子高澄的亲信都督，当时传号为“落雕都督”。天保三年（552年），斛律光从征出塞，先驱破敌，多有斩获，班师后被任命为晋州刺史。其后屡次攻灭四周的游牧部落，屡立战功，迁为朔州刺史。天保十年（559年），赏特进、开府仪同三司。皇建元年（560年），进爵巨鹿郡公。大宁三年（562年）正月，北周遣將达奚成兴等进攻平阳，斛律光率步骑三万击败之，追入周境，获二千余口，升为司徒；四月，率骑北讨突厥，获战马千余匹。同年，北周武帝遣尉迟迥、宇文宪等，号称十万大军进攻洛阳，斛律光率五万骑兵前往会战大破之，射杀庸国公王雄，斩获三千首级，以死者堆积为京观，升太尉，又封冠军县公。
武平二年（571年），北周柱国普屯威、韦孝宽等率步骑万余进犯，与斛律光在汾水之北交战。斛律光大破之，俘虏千余，又封中山郡公。回师后，又率领五万大军出平阳道，攻姚襄城、白亭戍，皆克之，又別封长乐郡公。其后他又曾多次击败北周进犯。在有一次的大战后，他认为军人多有功勋，却没有得到慰劳，不肯就此遣散军队，反而率军进逼北齐后主高纬驻地，上表请赏。后主高纬被迫答应，拜他为左丞相，又別封他为清河郡公。
斛律光入朝之后，经常在朝堂垂帘而坐。尚书右仆射祖珽不知，骑马经过，引得斛律光大怒，对人说：“这人怎么敢这样！”后祖珽在內省言谈高傲，斛律光恰好经过，听见祖珽的声音后，又大怒。斛律光甚惡祖珽，曾遙見竊罵：“多事乞索小人，欲作何計數！”祖珽知道得罪了他，于是贿赂他的仆人问道：“相王真的怨恨我吗？”仆人回答说：“自从你上任后，相王每夜抱膝歎曰：‘盲人入，国必破矣！’”高纬乳母陆令萱之子穆提婆求娶斛律光庶女，被拒绝。高纬賜穆提婆晋阳之田，斛律光在朝上当众拒绝。于是祖珽、穆提婆二人对他积怨更加深。
北周大將韦孝宽忌斛律光英勇，在北齐散布谣言；“百升飞上天，明月照長安”，还说“高山不推自崩，槲树不扶自竖”。祖珽以為是扳倒斛律光的好机会，于是又续写说：“盲眼老公背上下大斧，绕舌老母不得语。”让小童在路上歌唱。穆提婆不久也听说，与陆令萱商议后，对后主高纬进谗：“斛律氏几世都是大將，名声震动关西，威名影响突厥，女儿为皇后，儿子尚公主，谣言很可畏啊。”高纬本来不信，但心存猜疑，后来又被祖珽所进谗所打动，于是将斛律光招入殿中，密谋暗杀。武平三年七月戊辰（572年8月22日）斛律光到后，被引入涼风堂，由刘桃枝从背后拉住刺杀，时年五十八岁。后主高纬于是下诏称他謀反，今已伏法，尽灭其族。

## 身後
北周武帝得知斛律光身死，甚至下詔大赦境內慶賀。577年滅北齊後下詔追封斛律光為上柱國、崇國公，並指著詔令對眾人說：「此人若在，朕豈能至鄴！」

## 家庭

### 兄弟姐妹
- 斛律羡，北齐骠骑大将军、幽州道行台录尚书事、荆山郡王
- 斛律氏，嫁北齐仪同三司、雍郑义三州刺史、卫尉卿、兴乐县开国男叱列寔

### 子女
- 斛律武都，北齐特進、太子太保、開府儀同三司、西兖梁东兖三州刺史
- 次子斛律須達，北齐开府仪同三司、护军将军、钜鹿郡开国公
- 三子斛律世雄，北齐开府仪同三司，被赐死
- 四子斛律恒伽，北齐假儀同三司，被賜死
- 長女為高百年妃
- 次女為北齊後主高緯皇后（斛律皇后）

### 孫子女
- 斛律鍾，斛律武都之子，《北齐书》、《北史》误记为斛律光幼子，因年少免死，北周封為崇國公，隋朝開皇年間做到驃騎將軍後去世。